# Сидіння літака

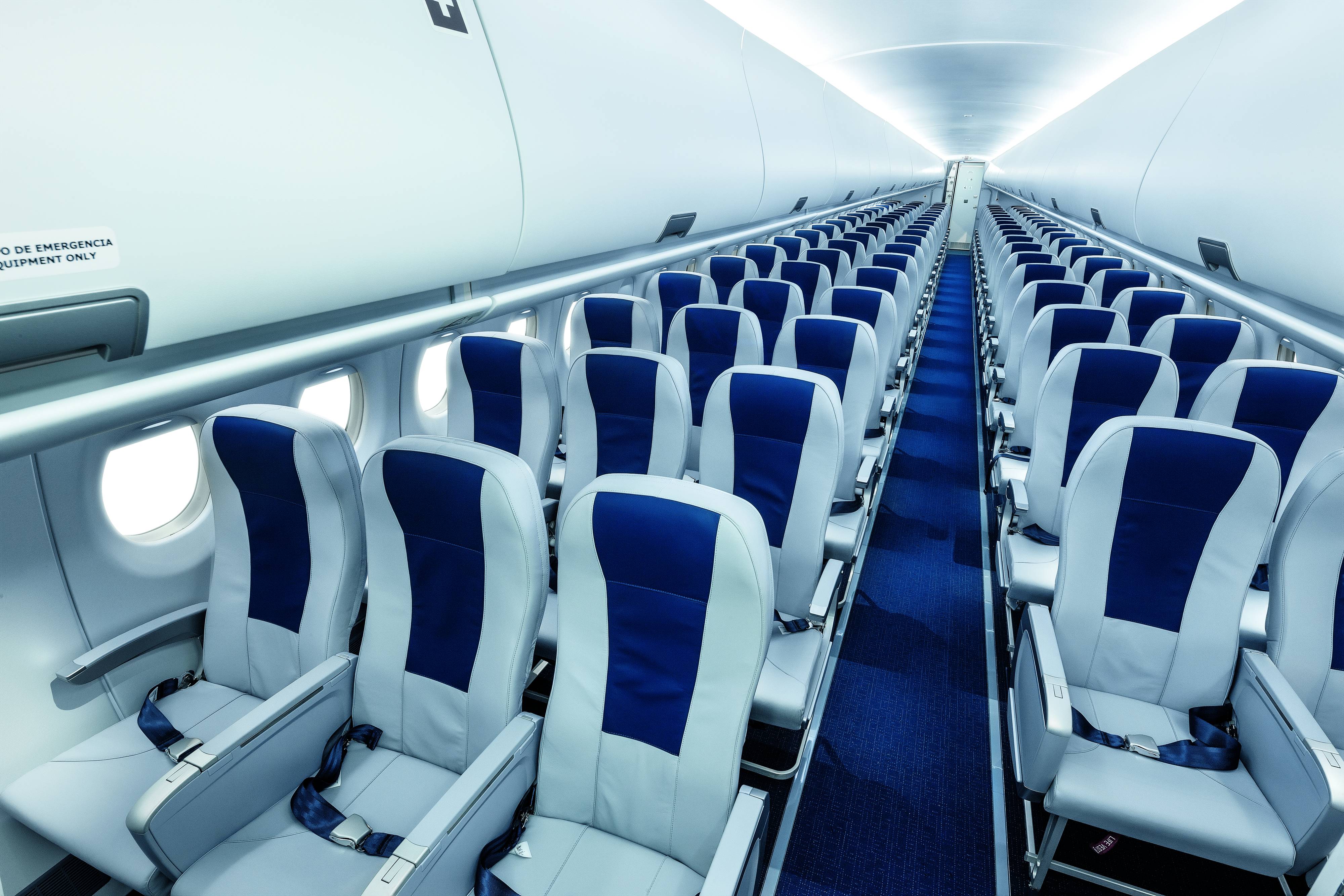
Пасажирські сидіння на борту Sukhoi Superjet 100

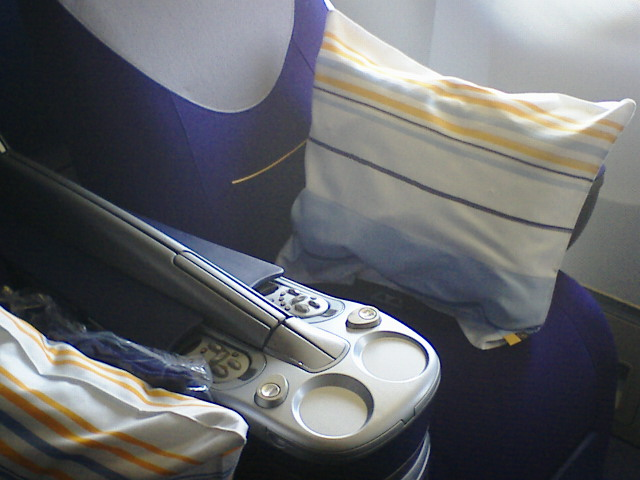
Cидіння бізнес класу в кріслі Boeing 747-400 Lufthansa

Сидіння літака — сидіння в авіалайнері, в якому розміщуються пасажири на час подорожі. Такі сидіння зазвичай розташовуються рядами поперек фюзеляжу літака. Схема таких місць у літаку називається картою місць у літаку. У галузі ця карта відома як LOPA (Layout-Passenger Accommodation укр. Планування - Розміщення пасажирів).